# Цариградска леска
 Тази статия е за растителния вид.  За рода вижте Леска.  За други значения вижте Леска (пояснение).
Цариградската леска (Corylus maxima) е растителен вид от семейство Брезови. Представлява храст или ниско дърво (до 10 m). Разпространена е на Балканския полуостров и Мала Азия.
Култивиран е сортът Corylus maxima Purpurea, който е с тъмночервени листа и има широко приложение като декоративен храст.